# George Dashwood (5e baronnet)
George Henry Dashwood, 5e baronnet (v. 1790 - 4 mars 1862) est un propriétaire terrien et homme politique anglais qui siège à la Chambre des communes pendant deux périodes entre 1832 et 1865.

## Biographie
Dashwood est le fils aîné de John Dashwood-King (4e baronnet), et de son épouse Mary Ann Broadhead. Il fait ses études au Collège d'Eton et à l'Université d'Oxford. Contrairement à son père, un conservateur qui résiste au Reform Act 1832, George est un progressiste whig et libéral, ce qui rend leur relation quelque peu difficile. John préfère de loin son domaine à Halton House à celui de West Wycombe Park, et s'installe dans ce dernier peu de temps après avoir épousé la nièce de sa mère, Elizabeth Broadhead (décédée le 24 mai 1889), fille de Theodore Henry Broadhead, le 17 mars 1823.
Il quitte la politique en 1831, face à l'agitation populaire en faveur de la réforme électorale, et se présente au Parlement l'année suivante, étant élu député du Buckinghamshire. Il occupe ce siège jusqu'en 1835. En 1837, il est élu pour l'arrondissement de Wycombe, anciennement le siège de son père, et l'occupe jusqu'à sa mort en 1865.

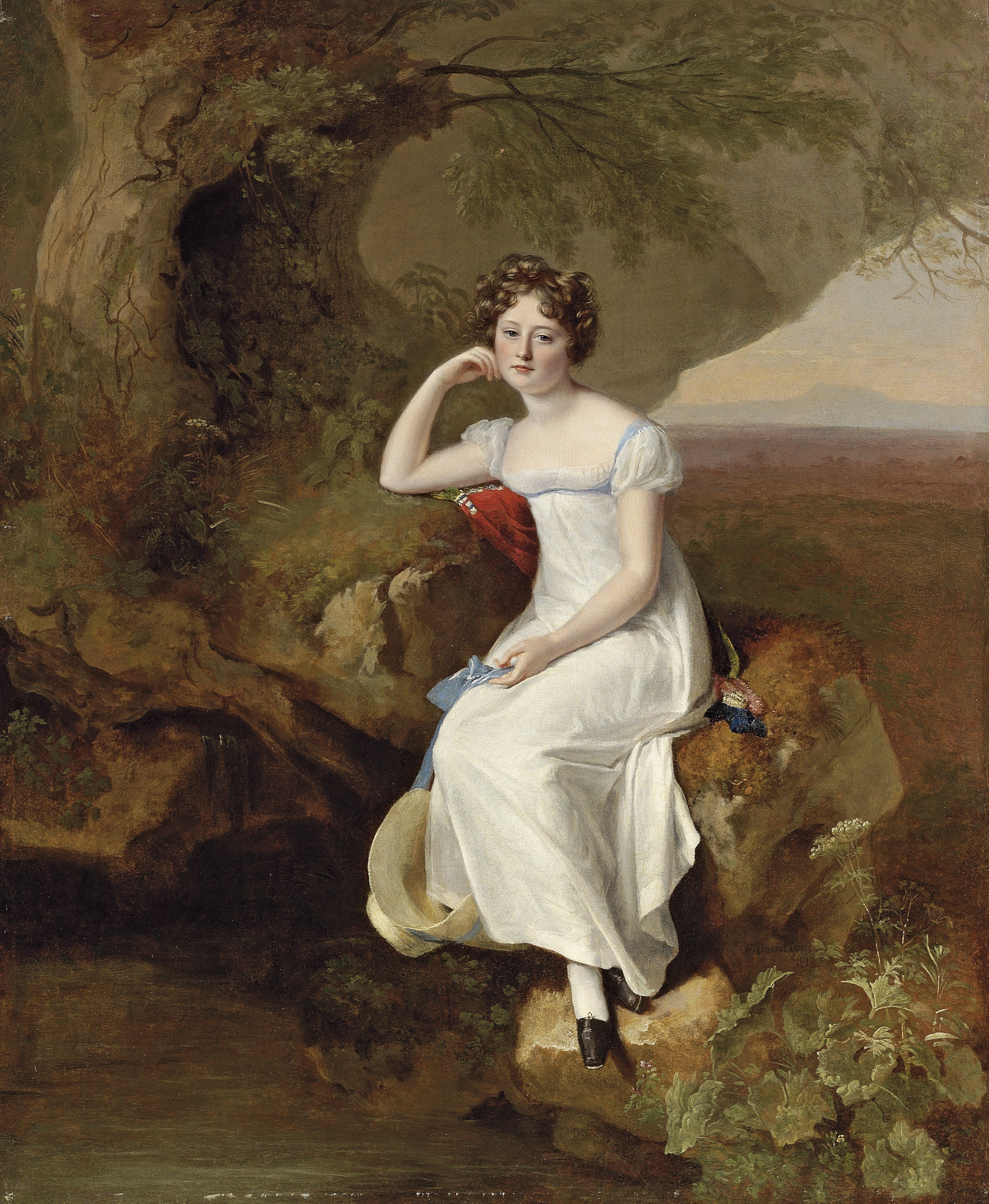
La future Lady Dashwood, portrait de 1818

Dashwood succède à son père comme baronnet en 1849. Il liquide les domaines de son grand-père dans le Lincolnshire et le Pays de Galles, en 1851, et utilise l'argent ainsi collecté pour rénover le domaine de West Wycombe. Il vend également le contenu de Halton House en 1849 et le domaine lui-même en 1853.
Dashwood est décédé à West Wycombe Park à l'âge de 71 ans. Sans aucun descendant, il est remplacé par son frère John, laissant sa femme Elizabeth comme locataire à vie de West Wycombe. Elle construit l'église St Paul à West Wycombe.